# Cammy MacGregor
Cammy MacGregor (1º ottobre 1968) è un'ex tennista statunitense.
Anche sua sorella Cynthia è stata una tennista.

## Carriera
In carriera ha vinto 3 titoli di doppio. Nei tornei del Grande Slam ha ottenuto il suo miglior risultato agli Australian Open raggiungendo i quarti di finale di doppio nel 1990, in coppia con sua sorella Cynthia, e di doppio misto nel 1991, in coppia con il connazionale Robert Van't Hof.

## Statistiche

### Singolare

#### Finali perse (1)
| Numero | Anno           | Torneo              | Superficie | Avversaria in finale | Punteggio     |
| 1.     | 30 aprile 1989 | Taiwan Open, Taipei | Cemento    | Anne Minter          | 1-6, 6-4, 2-6 |

### Doppio

#### Vittorie (3)
| Numero | Anno            | Torneo                             | Superficie | Compagna          | Avversarie in finale            | Punteggio     |
| 1.     | 26 aprile 1987  | Taiwan Open, Taipei                | Sintetico  | Cynthia MacGregor | Sandy Collins Sharon Walsh-Pete | 7-6, 5-7, 6-1 |
| 2.     | 3 novembre 1991 | Virginia Slims of Arizona, Phoenix | Cemento    | Peanut Louie      | Sandy Collins Elna Reinach      | 7-5, 3-6, 6-3 |
| 3.     | 18 aprile 1993  | Pattaya Women's Open, Pattaya      | Cemento    | Catherine Suire   | Patty Fendick Meredith McGrath  | 6-3, 7-6      |

### Doppio

#### Finali perse (7)
| Numero | Anno            | Torneo                                     | Superficie  | Compagna          | Avversarie in finale             | Punteggio                 |
| 1.     | 20 luglio 1986  | Hall of Fame Tennis Championships, Newport | Erba        | Gretchen Magers   | Terry Holladay Heather Ludloff   | 1-6, 7-6, 3-6             |
| 2.     | 18 ottobre 1987 | Puerto Rico Open, San Juan                 | Cemento     | Cynthia MacGregor | Lise Gregory Ronni Reis          | 5-7, 5-7                  |
| 3.     | 31 gennaio 1988 | ASB Classic, Auckland                      | Cemento     | Cynthia MacGregor | Patty Fendick Jill Hetherington  | 2-6, 1-6                  |
| 4.     | 3 aprile 1988   | Eckerd Tennis Open, Tampa                  | Terra rossa | Cynthia MacGregor | Terry Phelps Raffaella Reggi     | 2-6, 4-6                  |
| 5.     | 24 luglio 1988  | Schenectady Open, Schenectady              | Cemento     | Lea Antonoplis    | Ann Henricksson Julie Richardson | 3-6, 6-3, 5-7             |
|        | 29 ottobre 1989 | Puerto Rico Open, San Juan                 | Cemento     | Ronni Reis        | Gigi Fernández Robin White       | non disputata per pioggia |
| 6.     | 4 ottobre 1992  | Taiwan Open, Taipei                        | Cemento     | Amanda Coetzer    | Jo-Anne Faull Julie Richardson   | 6-3, 3-6, 2-6             |
| 7.     | 16 gennaio 1993 | Sunsmart Victorian Open, Melbourne         | Cemento     | Shaun Stafford    | Nicole Bradtke Nathalie Tauziat  | 6-1, 3-6, 3-6             |